# COLLAGE
《COLLEGE》是韓國的男子組合U-KISS的第3枚正規韓語專輯。於2013年3月7日發行。唱片公司為NH Media。

## 概要
- 與上一張正規專輯《NEVERLAND》相距約1年6個月。
- 《Standing Still》為此專輯的主打曲目。
- 此專輯是成員AJ歸隊後，U-KISS重新以七人形式參與演唱的專輯。

## 收錄內容
1. Step By Step（Intro）
2. Standing Still
3rd正規韓語專輯《COLLAGE》主打曲目
3. 無法呼吸（숨도 못 쉬어）
4. Missing You
5. 壞人（나쁘다）
6. 比痛苦更痛苦（아픔보다 아픈）
秀鉉、Hoon主唱
7. My Reason
Kevin主唱
8. Party All The Time
ELI、AJ主唱
9. Sweety Girl
10. 因為我愛你（사랑하니까）
11. 比痛苦更痛苦 (Instrumental)
12. Standing Still (Instrumental)